# Gerichtsbezirk Budweis
Der Gerichtsbezirk Budweis (tschechisch: soudní okres Budějovice) war ein dem Bezirksgericht Budweis unterstehender Gerichtsbezirk im Kronland Böhmen. Er umfasste Gebiete im Süden Böhmens im Okres České Budějovice. Zentrum des Gerichtsbezirks war die Stadt Budějovice (deutsch: Budweis). Das Gebiet gehörte ab 1918 zur neu gegründeten Tschechoslowakei und ist seit 1991 Teil der Tschechischen Republik.

## Geschichte
Die ursprüngliche Patrimonialgerichtsbarkeit wurde im Kaisertum Österreich nach den Revolutionsjahren 1848/49 aufgehoben. An ihre Stelle traten die Bezirks-, Landes- und Oberlandesgerichte, die nach den Grundzügen des Justizministers geplant und deren Schaffung am 6. Juli 1849 von Kaiser Franz Joseph I. genehmigt wurde. Der Gerichtsbezirk Budweis gehörte zunächst zum Kreis Budweis und umfasste 1854 die 40 Katastralgemeinden Böhmisch Fellern, Branischen, Brod, Budweis, Cernoduben, Daubrawic, Driesendorf, Duben, Dubiken, Gauendorf, Großčekau, Hackelhöf, Hodowic, Hummeln, Kwitkowic, Leitnowic, Linden, Lippen, Lodus, Neudorf, Payreschau, Pfaffenhöf, Plaben, Plan, Poříč, Prabsch, Radostic, Rimau, Roschowitz, Rudolfstadt, Saboř, Schindelhöf, Steinkirchen, Strodenitz, Strups, Teindles, Třebin, Vierhöf, Žabowřesk und Zborow. Der Gerichtsbezirk Budweis bildete im Zuge der Trennung der politischen von der judikativen Verwaltung ab 1868 gemeinsam mit den Gerichtsbezirken Budweis (Budějovice), Frauenberg (Hluboká) und Schweinitz (Trhové Sviny) den Bezirk Budweis.
Im Gerichtsbezirk Budweis lebten 1869 34.394 Menschen, 1900 waren es 63.594 Personen. Der Gerichtsbezirk Budweis wies 1910 eine Bevölkerung von 74.875 Personen auf, von denen 50.909 Tschechisch (68,0 %) und 23.584 Deutsch (31,5 %) als Umgangssprache angaben. Im Gerichtsbezirk lebten zudem 382 Anderssprachige oder Staatsfremde. Rund 72 % der Deutschsprachigen lebten 1910 in der Stadt Budweis, wo die deutschsprachige Minderheit rund 38 % der Bevölkerung stellte. Die absolute Mehrheit stellten die Deutschsprachigen in den Gemeinden GAuendorf, Hodowitz, Hummeln, Leitnowitz, Roschowitz, Ruden, Sabor und Strodenitz.
Durch die Grenzbestimmungen des am 10. September 1919 abgeschlossenen Vertrages von Saint-Germain kam der Gerichtsbezirk Budweis vollständig zur neugegründeten Tschechoslowakei, wobei die Gerichtseinteilung bis 1938 im Wesentlichen bestehen blieb. Nach dem Münchner Abkommen wurde das Gebiet dem Protektorat Böhmen und Mähren zugeschlagen. Nach dem Zweiten Weltkrieg wurde das Gebiet Teil des Okres České Budějovice, zu dem es bis heute gehört. Nachdem die Bezirksbehörden im Zuge einer Verwaltungsreform 2003 ihre Verwaltungskompetenzen verloren, werden diese von den Gemeinden bzw. dem Jihočeský kraj wahrgenommen, zu dem das Gebiet um Budějovice seit Beginn des 21. Jahrhunderts mit anderen Bezirken zusammengefasst wurde.

## Gerichtssprengel
Der Gerichtssprengel umfasste Ende 1914 die 43 Gemeinden České Vrbné (Böhmisch Fellern), Čtyří Dvory (Vierhöf), Žabovřesky (Žabowřesk), Zborov (Zborow), Boršov (Payreschau), Branišov (Branischen), Budějovice (Budweis), Dobrá Voda (Gutwasser), Doubravice (Daubrawitz), Doudleby (Teindles), Dubičné (Dubiken), Dubné (Duben), Habři (Habři), Haklovy Dvory (Hackelhöf), Hlincová Hora (Pfaffendorf), Homoly (Hummeln), Hůrka (Hurka), Jaronice (Jaronitz), Kamenný Újezd (Steinkirchen), Křenovice (Křenowitz), Kvítkovice (Kwitkowitz), Lipí (Lippen), Litvínovice (Leitnowitz), Mladá (Lodus), Litvínovice (Gauendorf), Nová Ves (Neudorf), Plava (Plaben), Poříčí (Poříč), Radošovice (Roschowitz), Radostice (Radostitz), Římov (Rimau), Roudné (Ruden), Rožnov (Strodenitz), Rudolfov (Rudolfstadt), Srubec (Strups), Hodějovice (Hodowitz), Střížov (Driesendorf), Suché Vrbné (Dirnfellern), Třebín (Třebin), Velký Čakov (Großčekau), Vrábče (Prabsch), Vráta (Brod) und Záboř (Saboř).